# Eremophila spongiocarpa
Eremophila spongiocarpa är en flenörtsväxtart som beskrevs av Chinnock. Eremophila spongiocarpa ingår i släktet Eremophila och familjen flenörtsväxter. Inga underarter finns listade i Catalogue of Life.